# Andrée Bermond
Andrée Julia Bermond, z domu Claret-Tournier (ur. 30 marca 1929 w Albertville, zm. 19 września 2010 w Chamonix-Mont-Blanc) – francuska narciarka alpejska, uczestniczka zimowych igrzysk olimpijskich 1952 rozgrywanych w Oslo.

## Osiągnięcia

### Igrzyska olimpijskie
| Miejsce | Dzień     | Rok  | Miejscowość | Konkurencja   | Czas biegu  | Strata   | Zwyciężczyni         |
| ------- | --------- | ---- | ----------- | ------------- | ----------- | -------- | -------------------- |
| 13.     | 14 lutego | 1952 | Oslo        | Slalom gigant | 2:15.2 min. | +8.4 s.  | Andrea Mead-Lawrence |
| 30.     | 17 lutego | 1952 | Oslo        | Zjazd         | 2:03.1 min. | +16.0 s. | Trude Jochum-Beiser  |
| DNF.    | 20 lutego | 1952 | Oslo        | Slalom        | —           | —        | Andrea Mead-Lawrence |